# Sjikotan

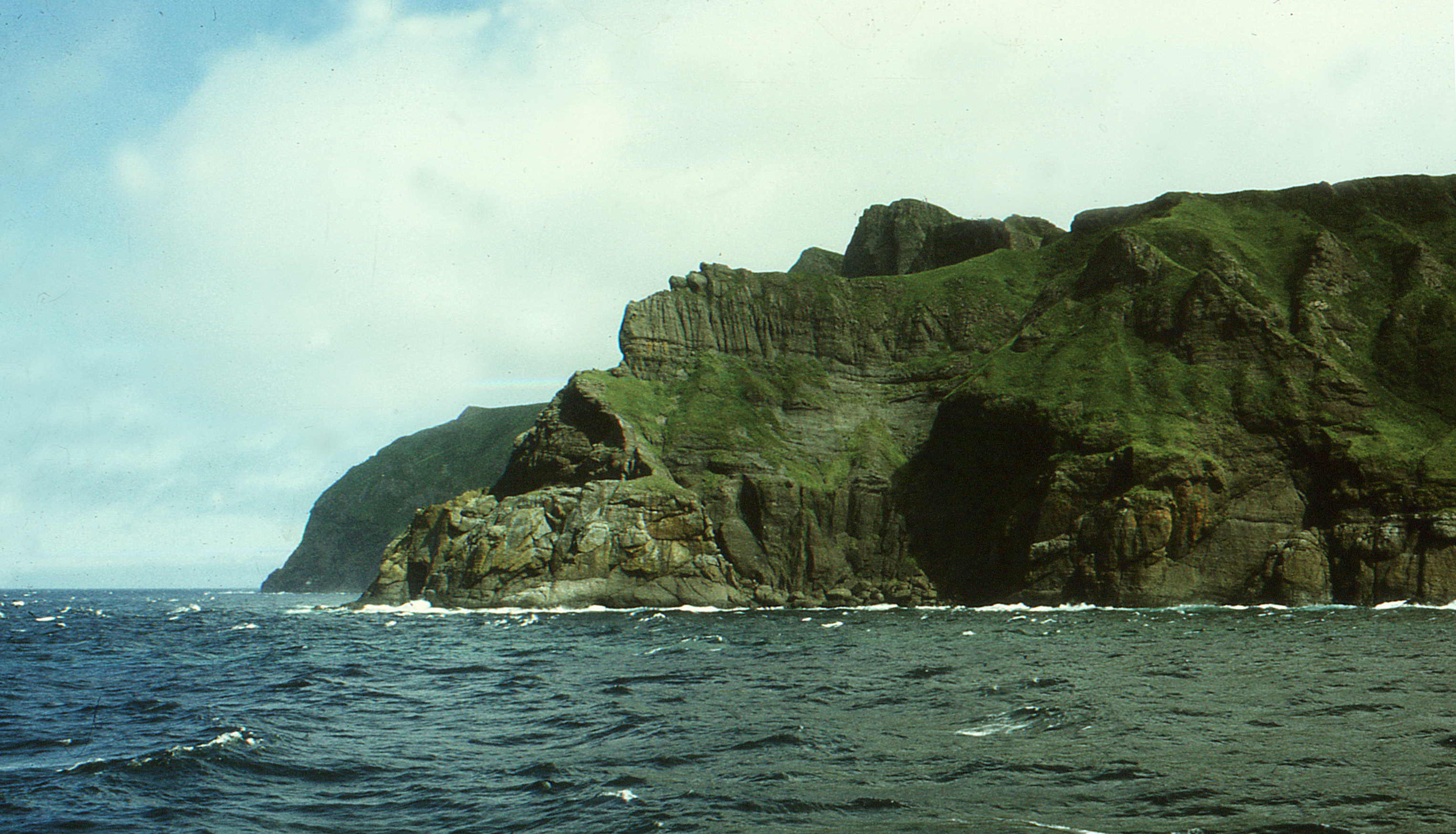
Shikotan, 1990

Sjikotan (Russisch: Шикотан, Japans: 色丹島; Shikotan-tō) is het grootste eiland van de Kleine Koerilen, die worden bestuurd door Rusland en opgeëist door Japan, dat het ziet als onderdeel van de "Noordelijke territoria" (zie Koerilenconflict). Bestuurlijk maakt het eiland deel uit van het district Joezjno-Koerilski van de oblast Sachalin. De naam komt uit het Aino: sji betekent zoiets als "grote" of "significante" en kotan "plaats" of "stad".

## Bewoning en economie
Het bestuurlijk centrum is de havenplaats Malokoerilskoje (vroeger Sikotan geheten) aan de noordkust van het eiland. De enige andere plaats is het zuidwestelijk daarvan gelegen Krabozavodskoje. Gezamenlijk tellen de plaatsen ongeveer 2.100 inwoners. Beide plaatsen zijn gericht op de visserij en visverwerking van vooral kabeljauw, krab en kelp. Op het eiland bevindt zich ook een hydrofysisch observatorium.
Vervoer van en naar het eiland kan alleen per schip. Scheepsverbindingen lopen van maart tot december vanaf Korsakov op Sachalin.

## Geografie en flora en fauna
Het eiland is het noordoostelijkste en grootste eiland van de Kleine Koerilen. Het min of meer rechthoekige eiland heeft een oppervlakte van ongeveer 225 km² (volgens andere bronnen 182 of 255 km²), een lengte van 27,7 kilometer en een lengte tot 9,2 kilometer. Het wordt omgeven door de eilanden Koenasjir (noordwesten), Itoeroep (noordwesten) en de Chabomai-archipel (zuidwesten).
Het eiland is erg heuvelachtig met een gemiddelde hoogte van 300 meter. Het berggebied gaat langzaam over in een heuvellandschap en terrassen naar de kusten toe. Veel terrassen lopen steil af naar de zee. Het hoogste punt wordt gevormd door de gelijknamige heuvel Sjikotan met 405 meter (of 412 meter) op de noordkust van het eiland. De kusten zijn diep ingesneden met veel baaien, die vaak zijn bedekt met grassen. Het eiland bestaat uit vulkanische rots en zandsteen uit het Krijt en Cenozoïcum. Op het eiland bevinden zich twee uitgedoofde vulkanen; de Tomari en Notoro. Ten zuiden en westen van het eiland liggen de rotseilandjes Ajvazovskogo (Z), Dalny (ZO), Devjaty Val (Z) en Griga (ZO).
De begroeiing bestaat vooral uit Sachalin-zilverspar (Abies sachalinensis), lariks, bladverliezende boomsoorten, onderbegroeiing van bamboe en Juniperus-struiken. De beruchtste plant onder de bewoners is de gifsumak, die lokaal 'ipritkoj' ('mosterdgas') wordt genoemd vanwege zijn scherpe sap die irritatie of huiduitslag kan veroorzaken. Rondom het eiland vliegen vooral kraaien en soms Europese zeearenden. Op de eilanden komen veel zeehonden, zeeleeuwen en bevers voor. De rivieren en baaien zijn rijk aan vis.

## Geschiedenis
De Russen onder leiding van de Deen Martin Spanberg ontdekten het eiland tijdens de Tweede Kamtsjatka-expeditie in 1739 en begroeven er mogelijk een plaquette met een aanspraak op het eiland, dat ze Figoerny (Фигурный) noemden. In die tijd woonden er echter al Aino. De Russische wetenschapper Bro-oeton stelde in 1796 vast dat Spanberg het eiland had ontdekt en hernoemde het eiland daarom naar Sjpanberg, maar ook de Aino-naam Sjikotan was toen al in gebruik. De Russen hielden hun aanspraak op het eiland tot 1855, toen het op 7 februari bij het Verdrag van Shimoda met alle Zuidelijke Koerilen werd overgedragen aan de Japanners.
Deze bouwden er onder andere aan een beschutte baai in het noorden het dorp Syakotan, dat ze in 1933 hernoemden naar Sikotan (of Shikotan) en fungeerde als bestuursplaats. Bij de volkstelling van 1940 had dit dorp samen met de andere dorpen en gehuchten Masuba (zuiden), Kombuusu (zuiden), Anama (oosten), Kekkyowan (westen) en Kambaraiso (noordwesten) 1499 inwoners. Het eiland maakte deel uit van het district Shikotan van de subprefectuur Nemuro (hetgeen bestuurlijk gezien de jure nog steeds het geval wordt geacht door Japan). Na de invasie van de Koerilen door het Rode Leger eind augustus, begin september 1945, kwam het eiland zonder geweld weer in handen van de (Sovjet-)Russen, die de plaats Shikotan in 1946 hernoemden naar Malokoerilskoje ("kleine Koerilen") en in 1947 en 1948 alle Japanners en andere niet-Russen deporteerden naar Japan in opdracht van Stalin en het eiland opnieuw bevolkten met inwoners uit de Sovjet-Unie. Het dorp Krabozavodskoje ("krabfabriek") werd ten zuiden van Malokoerilskoje gesticht, maar de overige plaatsen zijn sindsdien onbewoond. In 1956 kwamen Japan en de Sovjet-Unie overeen het eiland met de Chabomai-archipel terug te geven, maar de Koude Oorlog, waarbij Japan verdragen sloot met de Verenigde Staten, stopte dit proces. De dorpen Malokoerilskoje en Krabozavodskoje werden uitgebouwd tot vissershavens met een visverwerkingsindustrie, die vooral gericht werd op de verwerking van kelp.

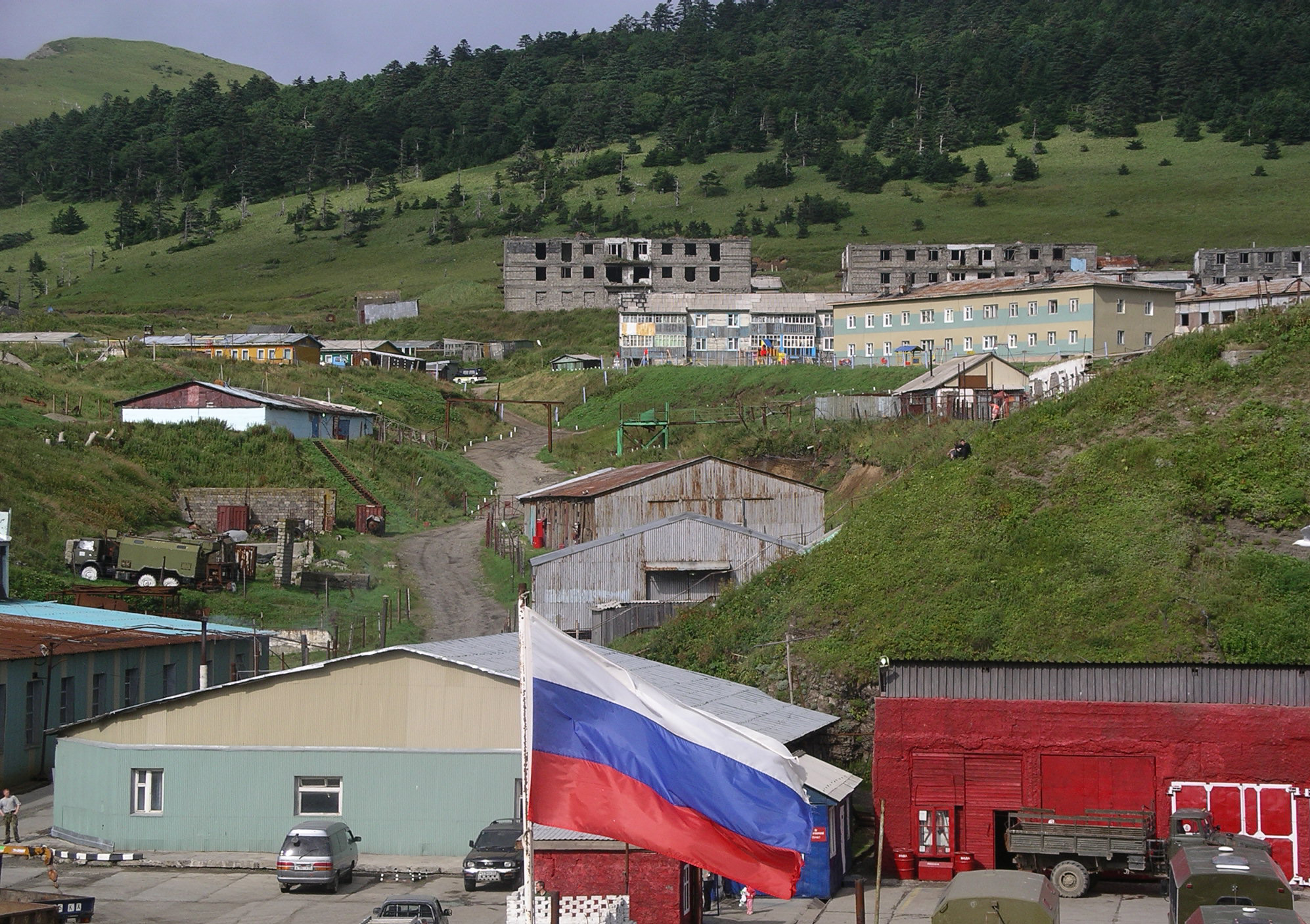
Gezicht op Malokoerilskoje, het bestuurlijk centrum van het eiland

Begin jaren 90 was de situatie op de Koerilen als gevolg van het uiteenvallen van de Sovjet-Unie slechter geworden. Op 4 oktober 1994 werd het eiland getroffen door een grote aardbeving, waarbij veel schade werd aangericht. De slechte situatie destijds kwam tot uitdrukking bij een peiling, waarbij 84% van de bevolking instemde met de teruggave van het eiland aan Japan. In 2004 werd de overeenkomst uit 1956 weer bovengehaald als uitgangspunt voor verdere onderhandelingen, zij het dat onder de Russische bevolking momenteel weinig animo voor territoriale concessies bestaat. Daarnaast werd in 2006 door de Russische overheid een federaal programma voor de Koerilen opgezet, dat loopt tot 2015 en waarbij op Sjikotan wordt geïnvesteerd in het verbeteren van de leefomstandigheden, het lokale bedrijfsleven en het verbeteren van de weg tussen Malokoerilskoje en Krabozavodskoje, de enige verharde weg op het eiland.